# Haltegriff (Fahrzeug)

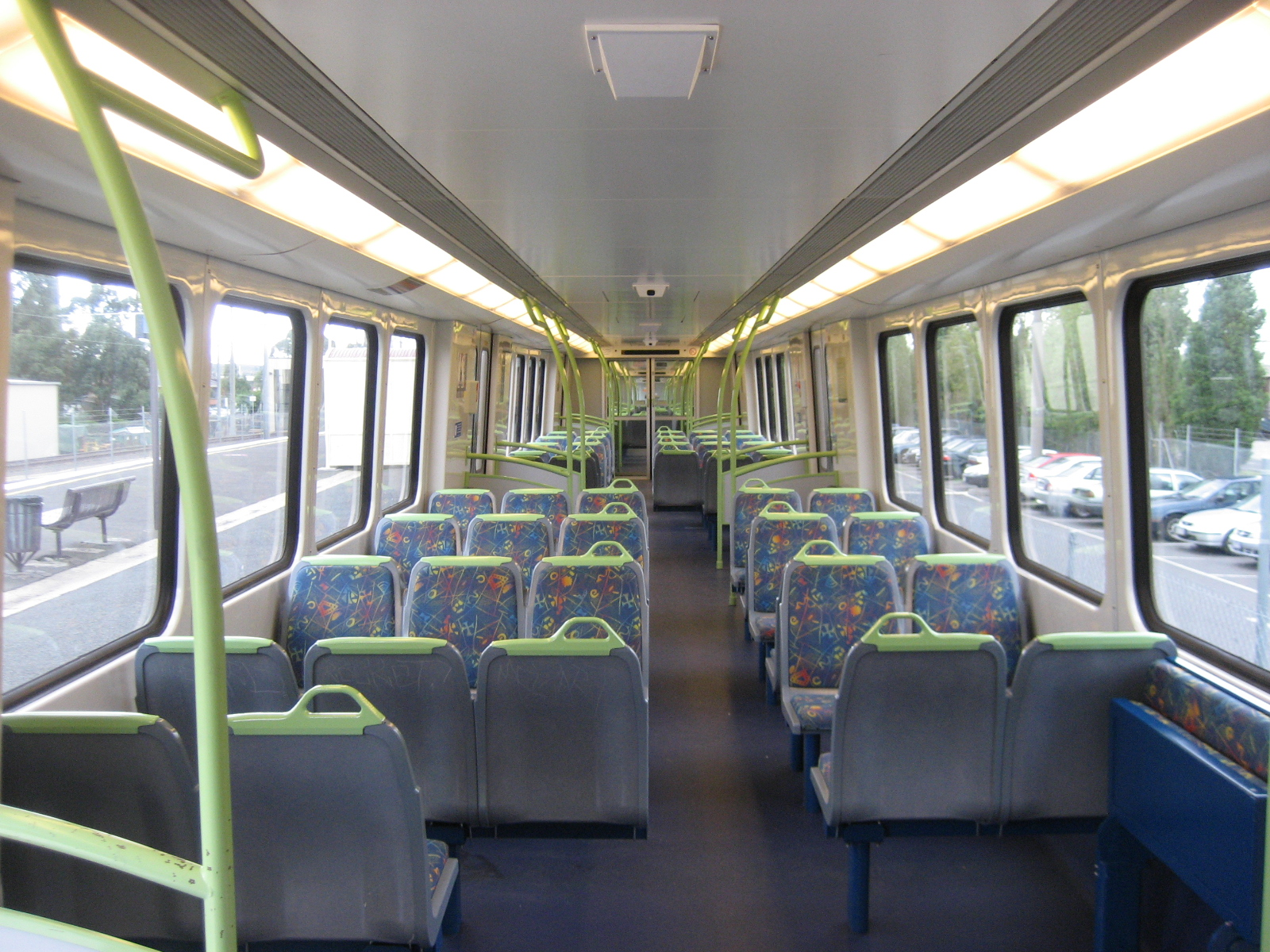
Innenraum mit Haltegriffen eines Connex Melbourne Xtrapolis Zug in Epping

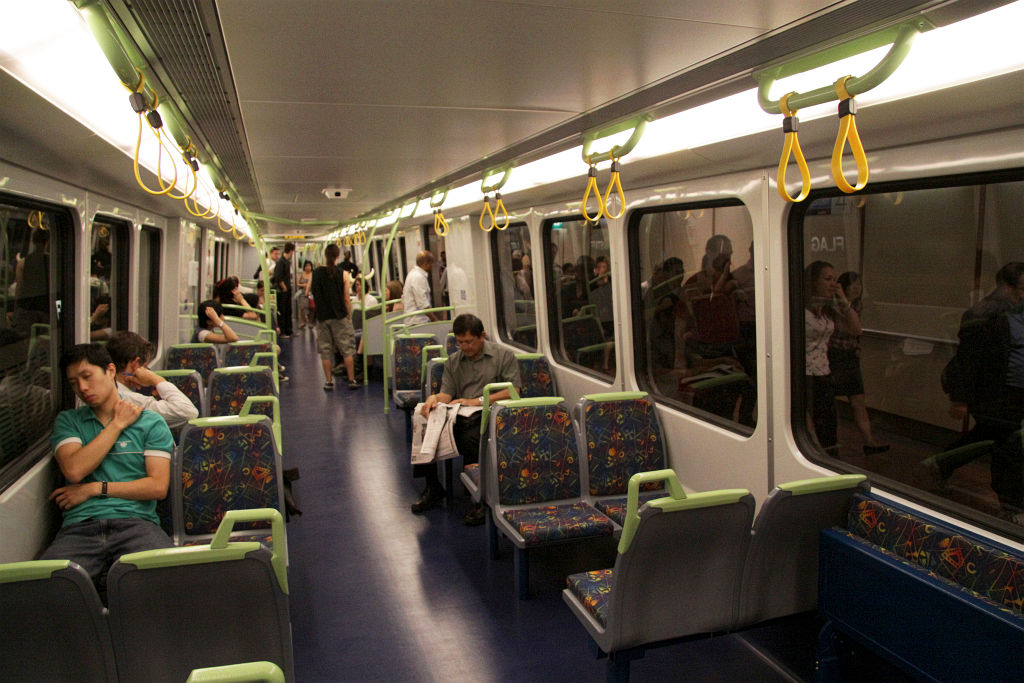
Innenraum mit Handschlaufen der Metro in Melbourne

Haltegriffe in Fahrzeugen (insbesondere in öffentlichen Verkehrsmitteln) dienen zur Erhaltung bzw. Verbesserung des sicheren Stands oder Sitzen bzw. der sicheren Bewegung in einem fahrenden Fahrzeug.
Haltegriffe müssen im oder am Fahrzeug für diesen Zweck und für die auftretende Belastungen geeignet und in ausreichender Anzahl vorhanden und angeordnet sein.

## Ausführung / Beschaffenheit

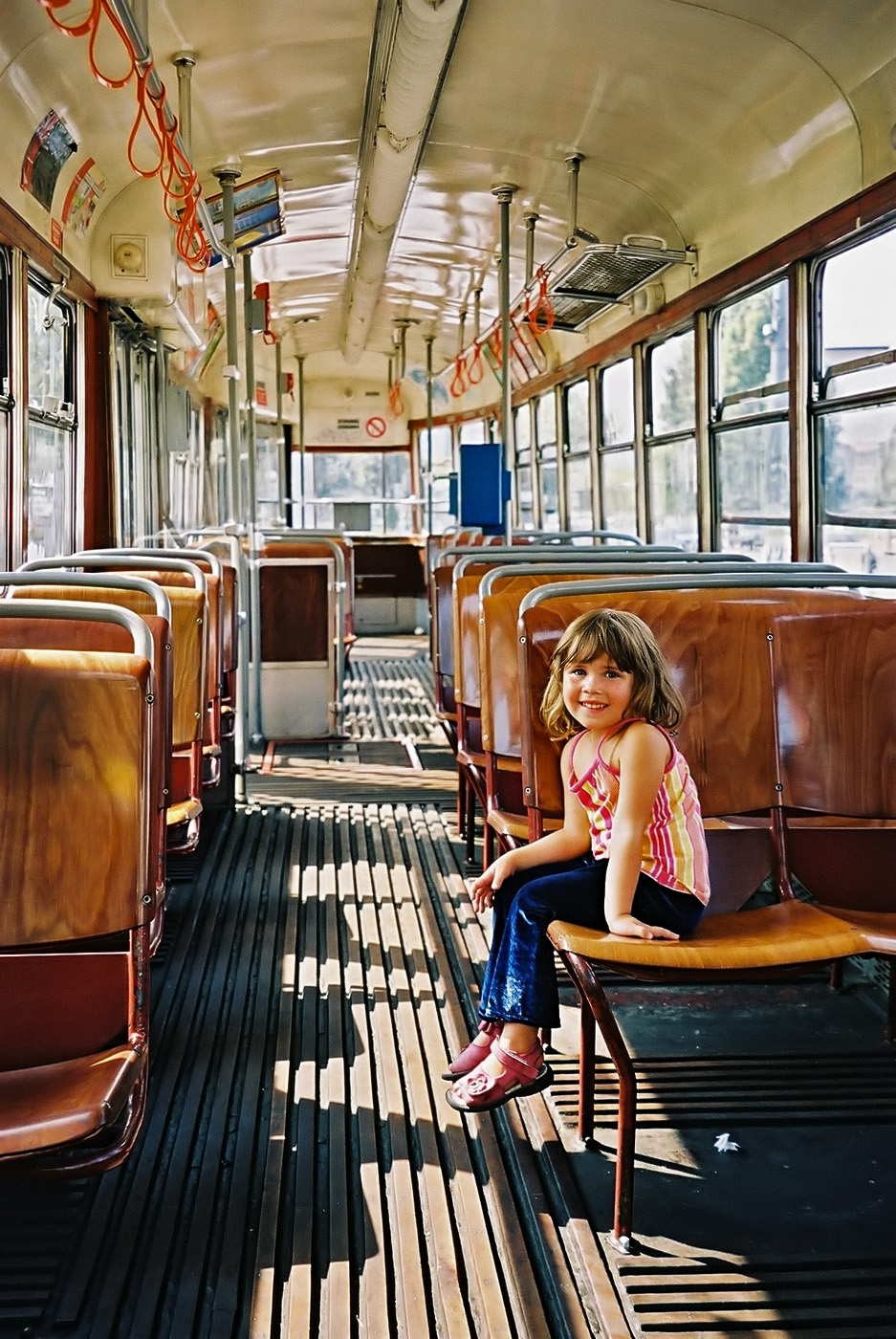
Haltegriffe und -stangen in einer Straßenbahn in Wien

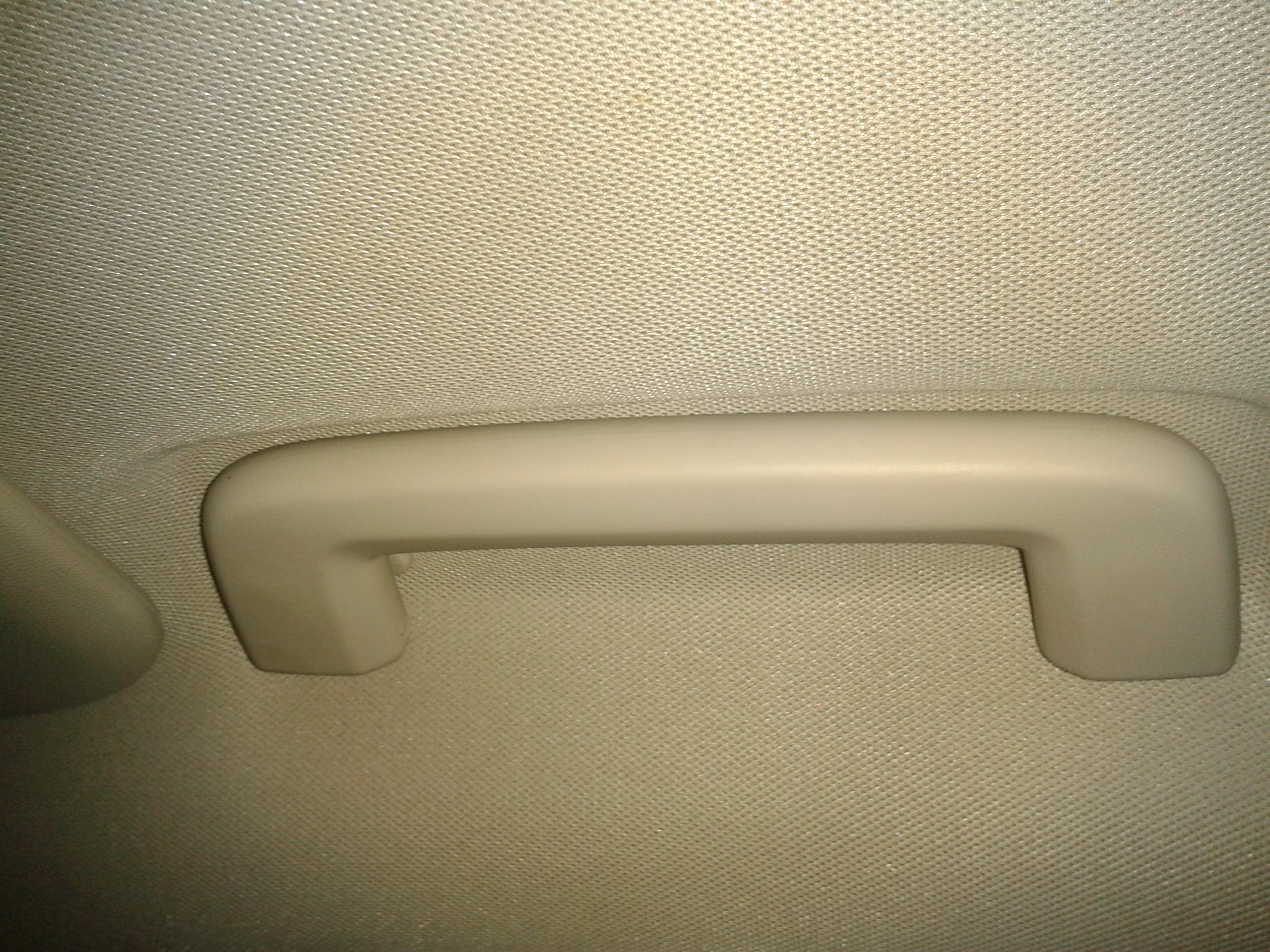
Ein-/Aussteigehilfe am Himmel eines Autos (Ford Focus)

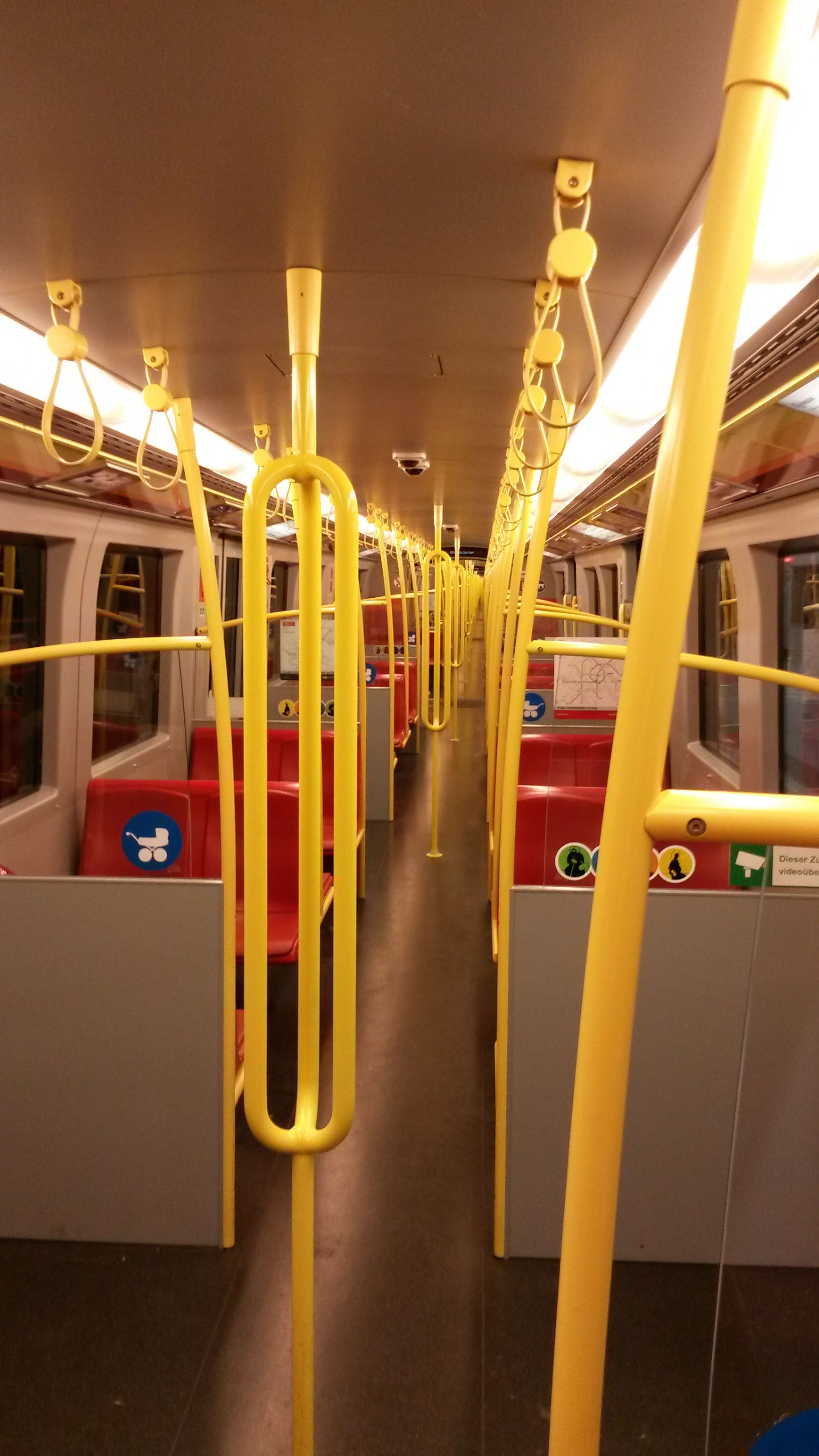
Haltegriffe in der U3 in Wien in Signalfarbe. In der Mitte der Ein- und Aufgänge praktische "Griffkörbe", Aufnahme vom 21. Mai 2014

Haltegriffe als Personenführungselemente in Fahrzeugen können senkrechte Stangen oder Geländer (Handläufe) sein.
Haltegriffe müssen so beschaffen und angeordnet sein, dass diese auch von den beförderten Personen (Erwachsene, Kinder) benutzt werden können. An der Decke angeordnete Haltegriffe müssen für die Beförderung von Kindern in einer Höhe von 800 mm bis 1100 mm (Erwachsene maximal 1900 mm) sein. Halteschlaufen sind für jeden Stehplatz vorzusehen und müssen eine Mindestgrifflänge von 80 mm haben. Siehe für Deutschland auch: Anlage X zu § 35e Abs. 4, § 35f, § 35i) StVZO.
Senkrechte Stangen und Geländer / Handläufe sind in der Regel aus Metall (meist Stahl) und beschichtet (an besonders kritischen Stellen teilweise auch in Signalfarben).

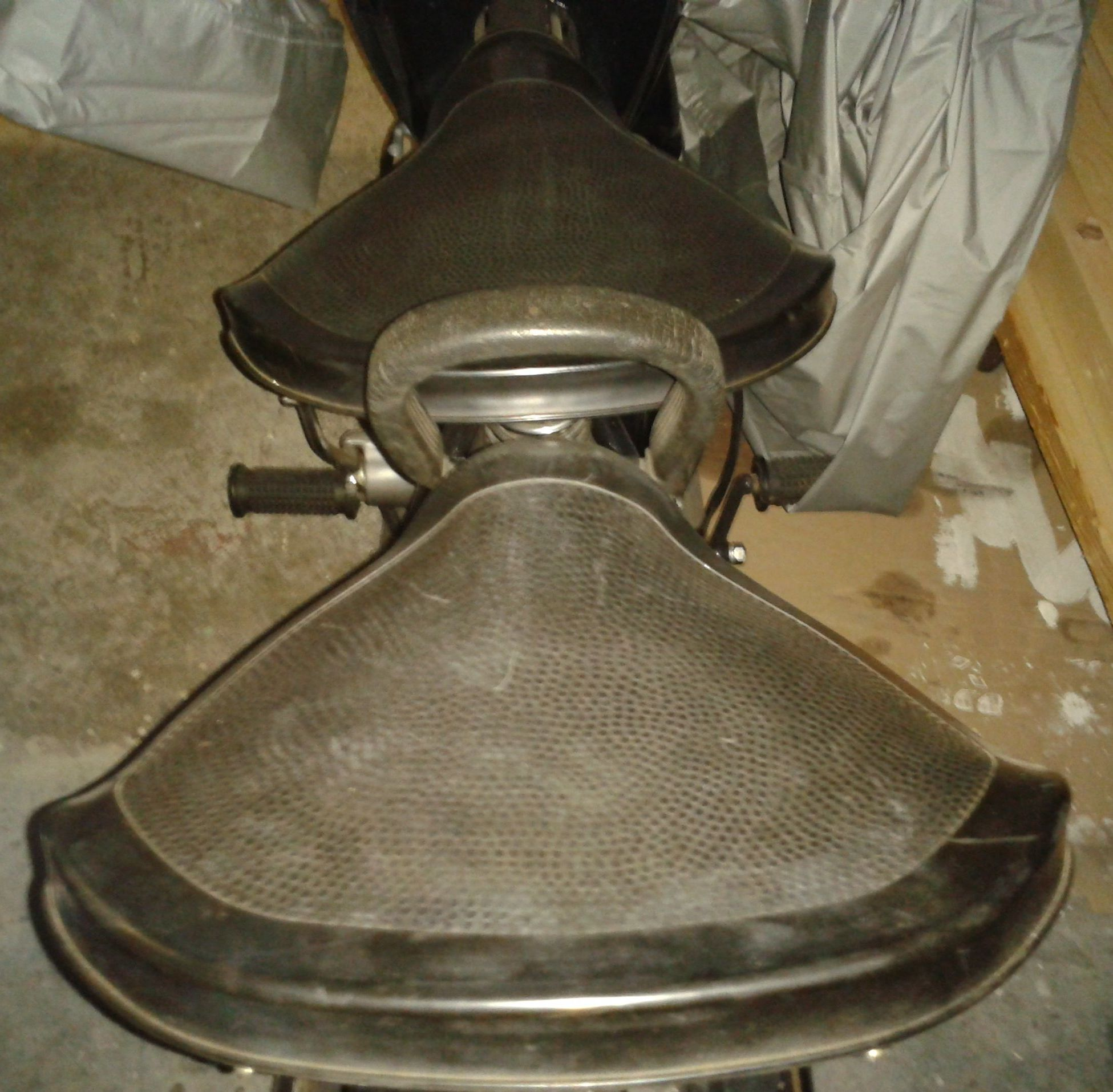
Haltebügel zwischen zwei getrennten Motorradsitzen (Oldtimer, Puch)

## Individualverkehr

### Personenkraftwagen
In Personenkraftwagen (PKW) befinden sich bei den Türen (A-Säule) oder oberhalb der Türen (Himmel) Haltegriffe als Ein- und Ausstiegshilfen.

### Lastkraftwagen
Bei Lastkraftwagen (LKW) sind Ein- und Ausstiegsgriffe (meist senkrecht montierte Rohre) notwendige Einrichtungen um sicher in und aus dem Fahrerhaus zu gelangen.

### Motorrad
Haltegriffe (Beifahrergriff, Soziusgriff) beim Motorrad befinden sich
- rechts und/oder links am hinteren Ende oder
- quer am Ende der Sitzbank (hinter dem Beifahrer).

Dadurch wird es dem Beifahrer (Sozius) ermöglicht, eine stabile Position auf dem Motorrad einzunehmen (verringert u. a. das Hin- und Herschwanken des Körpers des Beifahrers). Es wird durch den Haltegriff auch die Möglichkeit des Sturzes des Beifahrers beim Beschleunigen oder Bremsen verringert. Das Motorrad ist dadurch auch besser zu lenken.
Zwischen den beförderten Personen kann sich auch ein Halteriemen/-bügel (Soziusriemen, Soziusbügel) befinden.

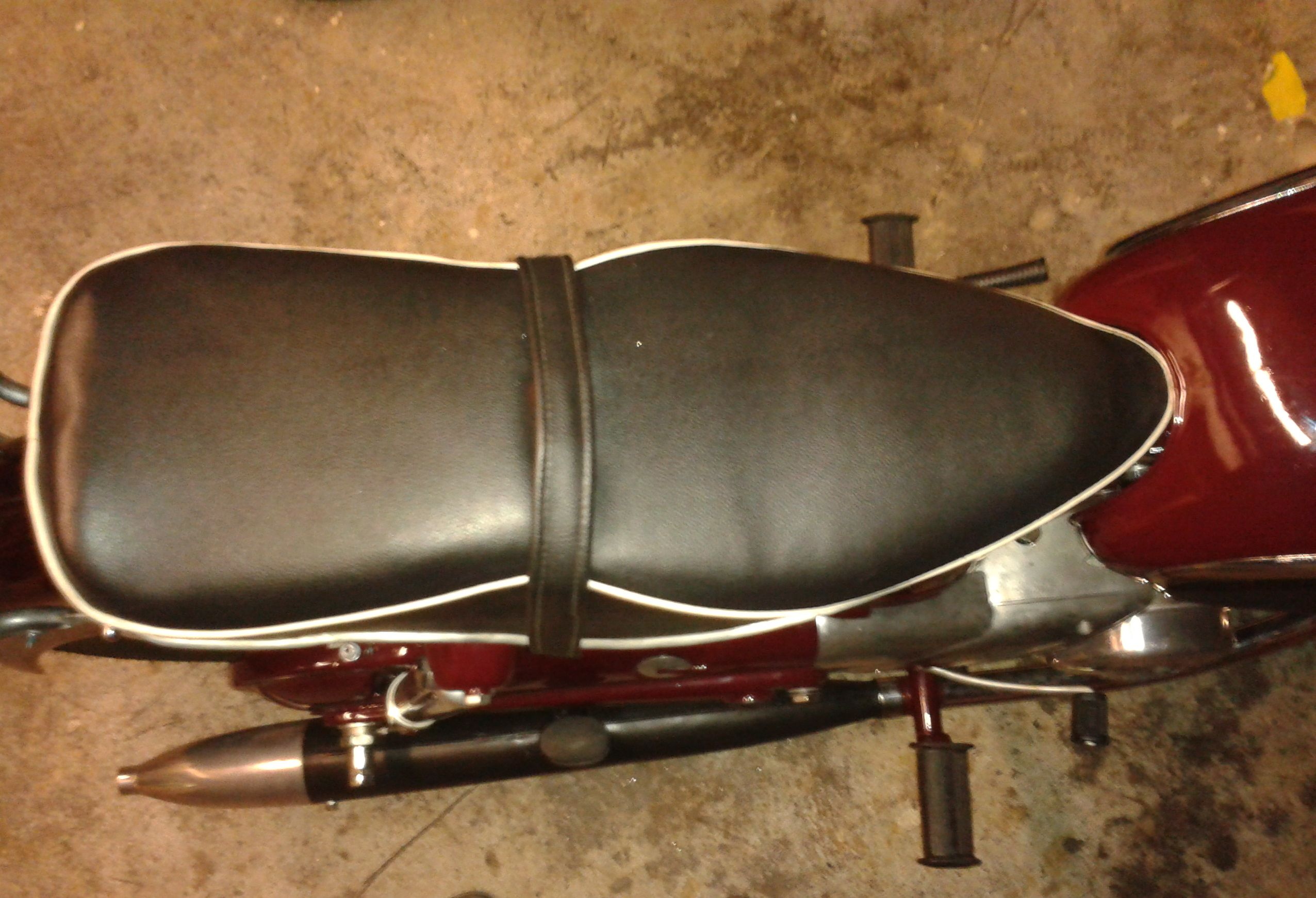
Halteriemen bei einem Motorrad mit durchgehender Sitzbank (Oldtimer, JAWA)

Siehe auch: Motorradsattel

## Boote/Schiffe
Bei größeren Booten bzw. Schiffen erfüllt grundsätzlich die Reling die Funktion eines Haltegriffs bzw. Handlaufes. Zusätzlich können auch (z. B. bei Schlauchbooten) weitere spezielle Haltegriffe angebracht sein bzw. nachgerüstet werden.
Siehe auch:
- Haltegriff am Schwenkbaum
- Keine Haltegriffe als besondere Verkehrssicherungspflicht in der Kabine (Amtsgericht Rostock in Az.: 47 C 406/11).[5]

## Normen
- RICHTLINIE 2001/85/EG DES EUROPÄISCHEN PARLAMENTS UND DES RATES vom 20. November 2001 über besondere Vorschriften für Fahrzeuge zur Personenbeförderung. (PDF)
- Verwaltungsvorschrift: Richtlinie zur Beurteilung von Stehplätzen in Kraftomnibussen (OmnibusStehplBeurtRL), Beuth Verlag 1984.